# Корф, Рафаил Григорьевич
Рафаил Григорьевич Корф (1 (13) марта 1893 года, Вятка — октябрь 1941 года, по другим данным — 1942) — советский драматический актёр, участник дуэта Корф и Рудин, режиссёр Московского театра сатиры. Заслуженный артист РСФСР (1934).

## Биография
Родился 1 (13) марта 1893 года в Вятке (в настоящее время — Киров) в 1893 году. Перебрался в Одессу, где поступил в Одесскую консерваторию на вокальное отделение. С 1913 года играл на сцене, выступал в главных ролях в различных провинциальных театрах. В 1922 году переехал в Москву, где поступил сначала в Новый московский театр, затем перешёл в Театр Революции. С 1924 года работал в Московском театре сатиры, одновременно актёром и режиссёром. Поставил вместе с Н.М.Горчаковым спектакли «Чужой ребенок» Шкваркина (1934), «Сашка» К.Я.Финна (1940). Заслуженный артист Республики (1934).
В 1934 году совместно с Н. М. Горчаковым режиссирует пьесу Шкваркина «Чужой ребёнок», а с Ф. Кавериным осуществляет постановку в Московском мюзик-холле спектакля «Под куполом цирка». В том же году удостоен звания заслуженного артиста РСФСР. В 1940 году ставит спектакль «Сашка» по пьесе К. Я. Финна.

### Корф и Рудин
В конце 1920-х годов начинает постоянное сотрудничество с другим актёром Московского театра сатиры — Яковом Михайловичем Рудиным. Корф — ярко выраженный комик, в дуэте играет ведущую роль, Рудину достаётся амплуа резонёра. Сатирические и юмористические сценки создаются самими актёрами: ситуации придумывает Рудин, режиссирует Корф.
В 1930 году на сцене театра ставится спектакль «Довольно, бросьте!» с музыкой И. Дунаевского, соавторами которой были Корф и Рудин. В 1933 году Рудин и Корф участвуют в создании спектакля «Вечер пародий и водевилей», в котором становятся соавторами А. Бонди, И. Ильфа и Е. Петрова. В июле 1941 года, уже после начала Великой Отечественной войны, Московский театр эстрады представляет премьеру спектакля «Очень точно, очень срочно», в котором Рудин и Корф выступают и как авторы, и как актёры.
В сентябре 1941 года Корф и Рудин отправляются на Западный фронт, чтобы выступать перед бойцами. Они попадают в окружение под Вязьмой и погибают. По легенде оккупанты повесили их вместе, есть версия, что это было в лагере в городе Ельня.

## Память
В 1965 году в Центральном доме актёра в Москве была открыта мемориальная доска с именами работников театров, погибших в Великой Отечественной войне, на которой есть имя Рафаила Григорьевича Корфа. В 18 колумбарии Нового Донского кладбища Корфу устроен кенотаф.

## Роли
- Расплюев (Сухово-Кобылин А. «Свадьба Кречинского»)
- Аркашка (Островский А. «Лес»)
- Фамусов (Грибоедов А. «Горе от ума»)
- Господин де Пурсеньяк (Мольер Ж.-Б. «Господин де Пурсеньяк»)